# Национальный индекс культурного наследия
Национальный индекс культурного наследия (НИКН) — ежегодно обновляемый[уточнить] объективный показатель, основанный на математическом алгоритме, который оценивает значимость объекта с позиции государственного управления; также сам перечень значимых культурных памятников (как правило, федерального статуса или претендующих на него), оценённых по этому методу.
Был разработан НИИ культурного и природного наследия им. Д.Лихачева в рамках исполнения поручения президента РФ исследовать перспективы пополнения списка объектов всемирного наследия ЮНЕСКО российскими природными и культурными объектами.

## Описание
По замыслу разработчиков, индекс должен стать тем инструментом государственной культурной политики, который позволит расставлять приоритеты в бюджетном финансировании на основе объективной информации. В результаты станет возможным выявить те объекты, получившие низкий показатель, которые требуют приоритетного внимания со стороны государства "не на основе вкуса и личных предпочтений тех или иных экспертов или представителей органов власти, а на основе объективных измеряемых данных".
Индекс состоит из суммированной оценки объекта по семи показателям: ценность, подлинность, целостность, сохранность, охрана, наличие в списках ЮНЕСКО, использование (показатель введен в 2016 году). При подсчете по каждому критерию используется шкала от нуля (минимум соответствия критериям) до единицы (максимум соответствия критериям). В результате, высокий показатель НИКН указывает не на большую ценности объекта, а именно на эффективность его использования "в информационном, образовательном и туристическом обороте" и большую сохранность.
Мониторинг объектов наследия с присвоением каждому объекту НИКН будет производиться ежегодно, причем индекс одного и того же объекта с каждым годом может изменяться.
Основная проблема заключается в том, что большинство регионов не торопится передавать информацию о находящихся на их территории объектах всемирного наследия или сообщают об их отсутствии, что не соответствует действительности, по заявлениям ответственных экспертов. Так, на 2016 год только 38 субъектов РФ предоставили данные о своих культурных объектах. Это во многом связано с тем, что одной из конечных целей формирования перечня НИКН должен стать отбор объектов для включения в список ЮНЕСКО. Это означает большую ответственностью за сохранность объекта всемирного значения, а также так и высокую стоимостью подготовки номинационного досье и предварительных работ по реставрации и управлению. Например, в Дагестане хотя и признают выдающуюся значимость комплекса Кала-Корейш, республика не планирует в ближайшее время представлять кандидатуру, так как это потребовало бы "объемных финансовых затрат".

## Список объектов НИКН
Добавить иллюстрации.
Ниже приводится список НИКН, насчитывающий 54 объекта на 2016 год.
| НИКН        | Наименование                                                                      | Местонахождение       | Изображение |
| ----------- | --------------------------------------------------------------------------------- | --------------------- | ----------- |
| 0.80        | Заповеданное Кенозерье                                                            | Архангельская область |             |
| 0.70 - 0.75 | Большой Псков, предполагаемое название: "Памятники Древнего Пскова"               | Псковская область     |             |
| 0.65 - 0.70 | Смешанный природно-культурный объект: "Золотые горы Алтая" (расширение объекта)   | Республика Алтай      |             |
| 0.65 - 0.70 | Успенский собор, 1560 г., зодчий Постник Яковлев                                  | Татарстан             |             |
| 0.60 - 0.65 | Башенные комплексы Джейрахского района                                            | Ингушетия             |             |
| 0.60 - 0.65 | Исторический центр города Енисейска                                               | Красноярский край     |             |
| 0.60 - 0.65 | Капова пещера с живописью эпохи палеолита                                         | Башкортостан          |             |
| 0.55 - 0.60 | Музей-усадьба Л.Н.Толстого "Ясная Поляна"                                         | Тульская область      |             |
| 0.55 - 0.60 | Комплекс "Героям Сталинградской битвы" Мамаев курган                              | Волгоградская область |             |
| 0.50 - 0.55 | Город мертвых "Цой-Педе"                                                          | Чечня                 |             |
| 0.50 - 0.55 | Георгиевский собор, 1234 г. и земляные валы "Городище", XII в.                    | Владимирская область  |             |
| 0.50        | Владивостокская крепость, 1889-1914 гг.                                           | Приморский край       |             |
| 0.50        | Нижне-Архызский комплекс VII-XIV в.в.                                             | Карачаево-Черкесия    |             |
| 0.45 - 0.50 | Ансамбль Ипатьевского монастыря                                                   | Костромская область   |             |
| 0.45 - 0.50 | Торговые ряды, XIX в.                                                             | Костромская область   |             |
| 0.45 - 0.50 | Гнездовский комплекс                                                              | Смоленская область    |             |
| 0.45 - 0.50 | Ансамбль Торговых рядов и других зданий центральной части города                  | Костромская область   |             |
| 0.45 - 0.50 | Ансамбль Кремля, XVI в. (Зарайский кремль)                                        | Московская область    |             |
| 0.45 - 0.50 | Здание Ростовского Государственного драматического театра им. М.Горького          | Ростовская область    |             |
| 0.45 - 0.50 | Шоанинский храм X в.                                                              | Карачаево-Черкесия    |             |
| 0.45 - 0.50 | Здание Городской Думы, XIX в.                                                     | Ростовская область    |             |
| 0.45 - 0.50 | Спасо-Преображенский собор                                                        | Ярославская область   |             |
| 0.45 - 0.50 | Ансамбль Ивангородской крепости                                                   | Ленинградская область |             |
| 0.45 - 0.50 | Воскресенская церковь, 1817 г.                                                    | Удмуртия              |             |
| 0.45 - 0.50 | Комплекс зданий Политехнического института                                        | Ростовская область    |             |
| 0.45 - 0.50 | Писаницы                                                                          | Кемеровская область   |             |
| 0.40 - 0.45 | Крепость "Старая Ладога"                                                          | Ленинградская область |             |
| 0.40 - 0.45 | Здание Пожарского Депо, 1825 г.                                                   | Костромская область   |             |
| 0.40 - 0.45 | Ансамбль Свенского Успенского монастыря                                           | Брянская область      |             |
| 0.40 - 0.45 | Ансамбль Кирилло-Белозерского монастыря                                           | Вологодская область   |             |
| 0.40 - 0.45 | "Место приземления первого в мире космонавта Ю.А.Гагарина"                        | Саратовская область   |             |
| 0.40        | Археологическая стоянка древнего человека Диринг-Юрях                             | Якутия                |             |
| 0.35 - 0.40 | Инженерные шедевры В.Г.Шухова                                                     | Нижегородская область |             |
| 0.35 - 0.40 | Наскальные изображения Белого моря, IV-III тыс. до н.э.                           | Карелия               |             |
| 0.35 - 0.40 | Наскальные изображения Онежского озера, IV-III тыс. до н.э.                       | Карелия               |             |
| 0.35 - 0.40 | Городище, III в. до н.э. - I в. н.э.                                              | Бурятия               |             |
| 0.35 - 0.40 | Остатки крепости, XVI-XVII вв.(Укрепление Зылги)                                  | Кабардино-Балкария    |             |
| 0.35 - 0.40 | Сентинский историко-археологический комплекс VII-XIV вв.                          | Карачаево-Черкессия   |             |
| 0.35 - 0.40 | Ансамбль Донского монастыря, XVI-XIX вв.                                          | Москва                |             |
| 0.35 - 0.40 | 1.Памятник Дежнёву Семёну Ивановичу; 2.Многослойное поселение Наукан              | Чукотский АО          |             |
| 0.35        | Писаница "Хотогой-Хабсагай"                                                       | Бурятия               |             |
| 0.30 - 0.35 | Усадьба. Водонапорная башня                                                       | Липецкая область      |             |
| 0.30 - 0.35 | Природно-культурный комплекс "Дивногорье"                                         | Воронежская область   |             |
| 0.30 - 0.35 | Эвенкийское поселение; Эвенкийский могильник                                      | Чукотский АО          |             |
| 0.30 - 0.35 | Комплекс памятников: гуннский могильник племенной знати "Ильмовая падь"           | Бурятия               |             |
| 0.30 - 0.35 | Нузальская часовня, XII в.                                                        | Северная Осетия       |             |
| 0.30 - 0.35 | Курганная группа "Салбык"                                                         | Хакасия               |             |
| 0.30 - 0.35 | Археологический комплекс "Пегтымельский"/ Петроглифы "Пегтымель"                  | Чукотский АО          |             |
| 0.30 - 0.35 | Уньинская и Шайтановская пещеры (уточненное наименование: "Уньинская пещера")     | Коми                  |             |
| 0.30 - 0.35 | Городок мертвых, XII-XVIII вв.                                                    | Северная Осетия       |             |
| 0.30 - 0.35 | Игнатьевская пещера, эпоха палеолита                                              | Челябинская область   |             |
| 0.30        | Юдиновская стоянка (стоянка Юдиново-1)                                            | Брянская область      |             |
| 0.25 - 0.30 | Древнеуйгурское городище "Пор-Бажын" VIII-IX вв. н.э.                             | Тыва                  |             |
| 0.25 - 0.30 | Главный корпус оружейного завода, 1808 - 1815 гг, 1834 -1843 гг., арх. Дудин С.Е. | Удмуртия              |             |

## Список возможных и перспективных объектов НИКН
Здесь приводится список тех объектов, которые были обозначены ответственными экспертами как перепективные для включения в список ЮНЕСКО, но по какой-то причине не были еще выдвинуты регионами в рамках работы над НИКН.
- Гороховец (город Владимирской области), планируется включение в 2019 году[7].

- Урванский некрополь (Кабардино-Балкария)[8].
- Комплекс Кала-Корейш (Республика Дагестан).
- Тобольский кремль (Тюменская область).
- Валдайско-Иверский монастырь (Новгородская область).
- Пафнутьево-Боровский монастырь (Калужская область).
- Историческая застройка Кинешмы (Ивановская область)[9].
- Сканов монастырь (Пензенская область)[10].
- Никольский Казачий собор (Омская область)[11].
- Центр Верхотурья (Свердловская область)[12].
- Деревянная Успенская церковь XVII века в селе Варзуга (Мурманская область)[13].
- Усадьба И.С. Тургенева Спасское-Лутовиново (Орловская область).
- Сабуровская крепость (Орловская область).
- Замок Шереметьевых (Марий Эл).
- Кенигсбергский кафедральный собор (Калининградская область)[14].